# Иван Углеша
Иван Углеша Мърнявчевич (на сръбски: Јован Угљеша Мрњавчевић) е средновековен владетел на Сярското княжество от 1365 до 1371 година и брат на Вълкашин Мърнявчевич. 
След смъртта на цар Стефан Душан в 1355 година Иван Углеша се обособява като самостоятелен феодален владетел на земите по долна Струма и около 1358 г. приема титлата велик войвода. В 1365 година е провъзгласен за деспот на Сяр, след управлението на царица Елена Българска, вдовицата на Стефан Душан. Прави дарения на Светогорските манастири. В 1368 година подчинява владенията си в духовно отношение на Константинополската патриаршия.
Углеша се опитва да спре настъпващите на запад османски турци и заедно с брат си Вълкашин тръгва с войска срещу тях. На 26 септември 1371 година в битката при Черномен на река Марица османските военачалници Лала Шахин и Евренос бей разбиват войските на двамата братя; Углеша и Вълкашин загиват в боя.

## Семейство
- Углеша е женен за Елена, дъщеря на кесар Войхна, управител на Драма и властел на цар Стефан Душан. Техният син Углеша Деспотович умира на четиригодишна възраст и е погребан в Хилендарския манастир.
- Сестрата на Углеша – Елена Мърнявчевич е омъжена за Никола Родоня Бранкович, от когото има две дъщери. Погребана е в манастира „Свети Йоан Предтеча“ край Сяр.